# Bernex (Genève)
Pour les articles homonymes, voir Bernex.
Bernex est une commune suisse du canton de Genève. Bien qu’ayant dépassé le nombre de 10 000 habitants dès la fin 2020, elle n’a alors pas obtenu le statut de ville à la suite de la nouvelle définition légale d'une ville suisse valable depuis le 1er janvier 2015.

## Géographie

### Situation
La commune de Bernex est située à l'ouest de l'agglomération genevoise. La commune compte 7 villages et hameaux, à savoir Bernex (5 900 habitants), Lully (1 700 habitants), Sézenove (900 habitants), Chèvres (60 habitants), Loëx (80 habitants), Challoux et Cressy, quartier se situant également sur les communes de Confignon et d'Onex. La majeure partie du territoire communal est consacrée à l'agriculture. Le point culminant de la commune, le signal de Bernex, domine la plaine de l'Aire à 506 m et constitue par ailleurs le deuxième point culminant du canton de Genève. Ses deux principaux cours d’eau sont le Rhône qui fait la frontière avec Vernier et Satigny, et l’Aire qui fait la frontière avec Perly-Certoux.
Bernex occupe une superficie de 12,95 km2. 21,3 % de cette superficie correspond à des surfaces d'habitat ou d'infrastructure, 58,9 % à des surfaces agricoles, 16,5 % à des surfaces boisées et 3,3 % à des surfaces improductives.

## Toponymie
Pour les noms multisyllabiques, « -x » indique l’accentuation sur la dernière syllabe le différenciant avec le z final qui sert à marquer le paroxytonisme et ne devrait pas être prononcé dans sa langue d'origine.

## Politique et administration
Le Conseil administratif est composé de 3 conseillers administratifs, dont l'un est nommé maire pour une année. Les trois conseillers se répartissent les dicastères pour la législature de 5 ans.
Le Conseil municipal est composé de 25 membres. Il est dirigé par un bureau composé d'un président, d'un vice-président et d'un secrétaire. Des commissions, dans lesquelles les partis élus au conseil municipal sont représentés par 1 ou 2 commissaires, proportionnellement à leur nombre de sièges en plénière, traitent des sujets particuliers : finances, bâtiments, affaires sociales, etc.

### Membres du Conseil administratif (législature 2020-2025)
L'exécutif de la commune, entré en fonction le 1er juin 2020, se compose de la façon suivante :
| Identité           | Étiquette | Étiquette | Fonction (Période 2024-2025) | Dicastères |
| ------------------ | --------- | --------- | ---------------------------- | --- |
| Gilbert Vonlanthen |           | PLR       | Conseiller administratif     | Finances et Administration Sociale et Vie associative Fondation communale de Bernex pour le Logement Grand Projet et Aménagement AFJ Rhône-Sud État civil                                                                             |
| Cyril Huguenin     |           | Le Centre | Conseiller administratif     | Transports et Infrastructures Durabilité et Sports Fondation des Evaux |
| Guylaine Antille   |           | PS        | Maire                        | Economie et Sécurité Culture et Espaces publics Fondation communale de Bernex pour l'Artisanat, le Commerce et l'Industrie Centre Intercommunal de Voirie Centre Régional d'Intervention - CRI 201 Protection civile - ORPC Champagne |

#### Liste des conseillers administratifs
| Période                                  | Période          | Identité               | Étiquette | Étiquette          | Qualité |
| ---------------------------------------- | ---------------- | ---------------------- | --------- | ------------------ | --- |
| Les données manquantes sont à compléter. |                  |                        |           |                    | |
| 1er juin 1991                            | 31 mai 2003      | Jacques Baudit         |           | PDC                | Député au Grand Conseil du canton de Genève de novembre 2001 à mai 2008 |
| 1er juin 1995                            | 31 mai 2007      | Michel Honegger        |           | PRD                | |
| 1er juin 1991                            | 31 mai 2011      | Alain-Dominique Mauris |           | PLR                | -Président du PLR Genève de mai 2011 à mai 2015 -Député au Grand Conseil du canton de Genève de novembre 1993 à novembre 2005                                                                    |
| 1er juin 2003                            | 21 novembre 2013 | Serge Dal Busco        |           | PDC                | -Député au Grand Conseil du canton de Genève de 2009 à 2013 -Conseiller d'État du canton de Genève depuis le 10 décembre 2013 -Président de l'Association des communes genevoises de 2007 à 2009 |
| 1er juin 2007                            | 31 mai 2015      | Philippe Chillier      |           | PLR                | |
| 1er juin 2011                            | en cours         | Gilbert Vonlanthen     |           | PLR                | Maire en 2015-2016, 2017-2018, 2021-2022 et en 2023-2024 |
| 13 avril 2014                            | en cours         | Cyril Huguenin         |           | PDC puis Le Centre | -Maire en 2016-2017, 2019-2020 et 2022-2023 -Accède au Conseil administratif en remplacement de Serge Dal Busco                                                                                  |
| 1er juin 2015                            | en cours         | Guylaine Antille       |           | PS                 | Maire en 2018-2019, en 2020-2021 et depuis le 1er juin 2024 |

### Conseil municipal (législature 2025-2030)
Lors des élections municipales du 23 mars 2025, le Conseil municipal, composé de 25 membres, est renouvelé et représenté de la façon suivante : 
| Parti                                                                  | Voix | Suffrages en % | +/-   | Sièges | +/- |
| ---------------------------------------------------------------------- | ---- | -------------- | ----- | ------ | --- |
| Le Centre (LC) - Vert'libéraux (PVL)                                   | 617  | 20,60 %        | 20,60 | 5 / 25 | 5   |
| Parti socialiste (PS)                                                  | 591  | 19,56 %        | 19,56 | 5 / 25 | 5   |
| Parti libéral-radical (PLR)                                            | 539  | 17,83 %        | 11,58 | 5 / 25 | 3   |
| Les Verts (PES)                                                        | 489  | 16,03 %        | 16,03 | 4 / 25 | 4   |
| Union démocratique du centre (UDC) - Mouvement citoyens genevois (MCG) | 366  | 11,83 %        | 11,83 | 3 / 25 | 3   |
| Association Communale Bernésienne, Bien vivre à Bernex                 | 336  | 11,14 %        | 11,14 | 3 / 25 | 3   |
| Défense de la classe moyenne (DCM)                                     | 83   | 3,01 %         | 2,06  | 0 / 25 | 0   |

### Politique environnementale
Depuis 1988, la commune participe au programme cantonal genevois de collecte des déchets organiques en vue de leur compostage, politique pionnière en Suisse au moment de son lancement.
En avril 2017, la commune a annoncé son projet de réduire de 96 % l'utilisation du mazout dans la commune à l’horizon 2030.

## Population

### Gentilé et surnom
Les habitants de la commune se nomment les Bernésiens.
Ils sont surnommés les Équeutés.

### Démographie
La commune compte 10 864 habitants au 31 décembre 2023 pour une densité de population de 839 hab/km2. Sur la période 2010-2023, sa population a augmenté de 12,7 % (canton : 14,6 % ; Suisse : 9,4 %).  Pour des raisons de morphologie, de densité d’occupation de l’espace par ses habitants, d’emploi et de taille, Bernex n’est pas une ville au sens statistique suisse du terme. Toutefois, le plan directeur cantonal prévoit un doublement de la population bernésienne entre 2015 et 2030.

## Culture et patrimoine

### Héraldique
| Blason | Blasonnement : D'or à la montagne de sinople sommée d'une flamme de gueules, au chef de sable chargé de trois grappes de raisin d'or. |

### Monuments et curiosités

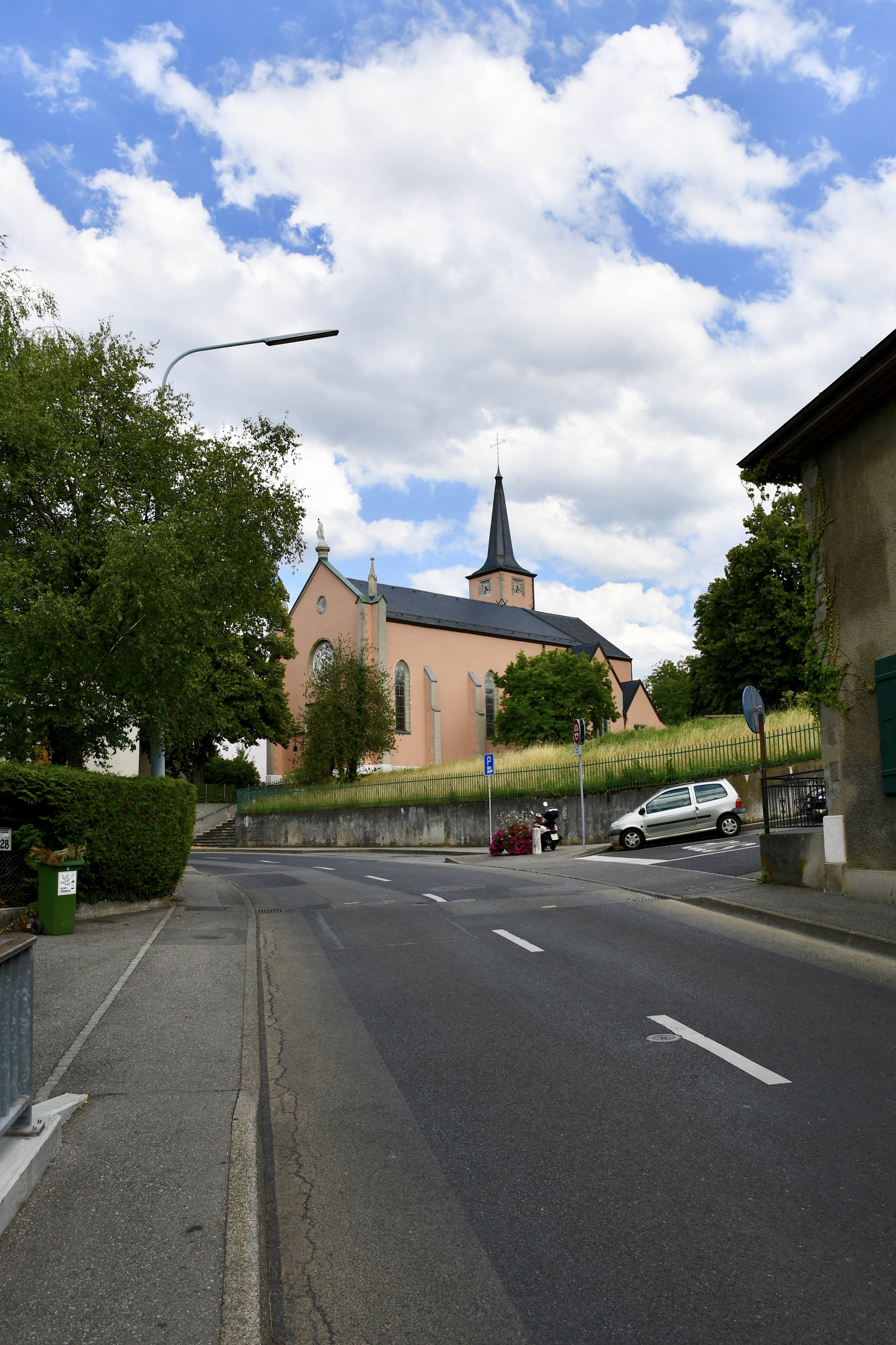
L'église catholique romaine.

À Bernex se trouve l'un des fleurons de l'architecture religieuse du canton de Genève, l'église catholique romaine, dédiée à saint Maurice. Construite entre 1864 et 1865, par l'entrepreneur et architecte Jean-François Charrière, elle conserve un riche décor néo-gothique et possède des vitraux d'une exceptionnelle beauté artisanale et artistique, réalisés par les ateliers de l'abbé F. Pron, peintre verrier de Pont-d'Ain. Elle est restaurée en 1897 par l'architecte Johannes Grosset puis en 1922. Son classement au patrimoine suisse de Genève date du 19 avril 1996.

## Galerie

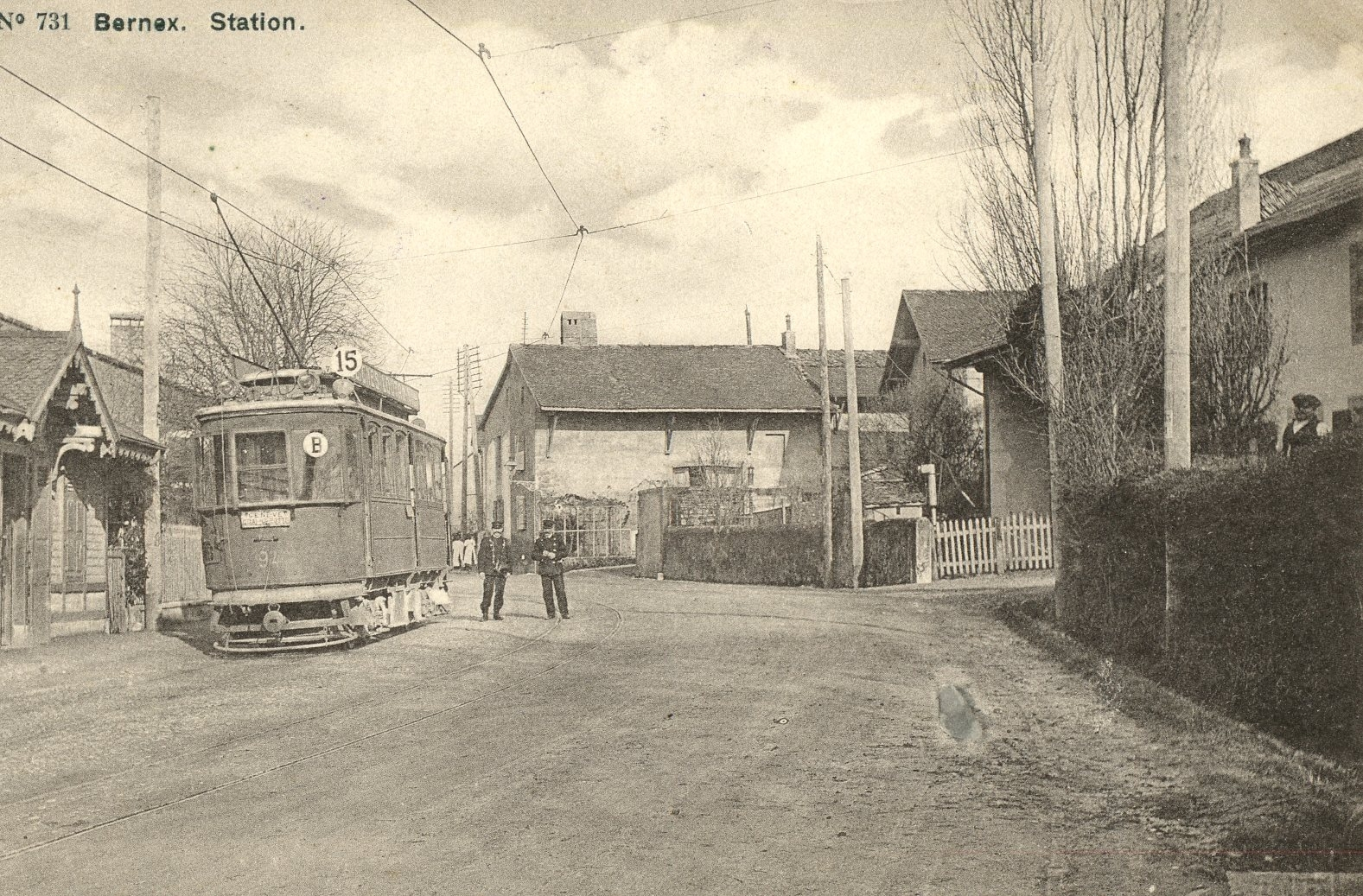
Bernex (Ce 2/4 Alioth no 94).
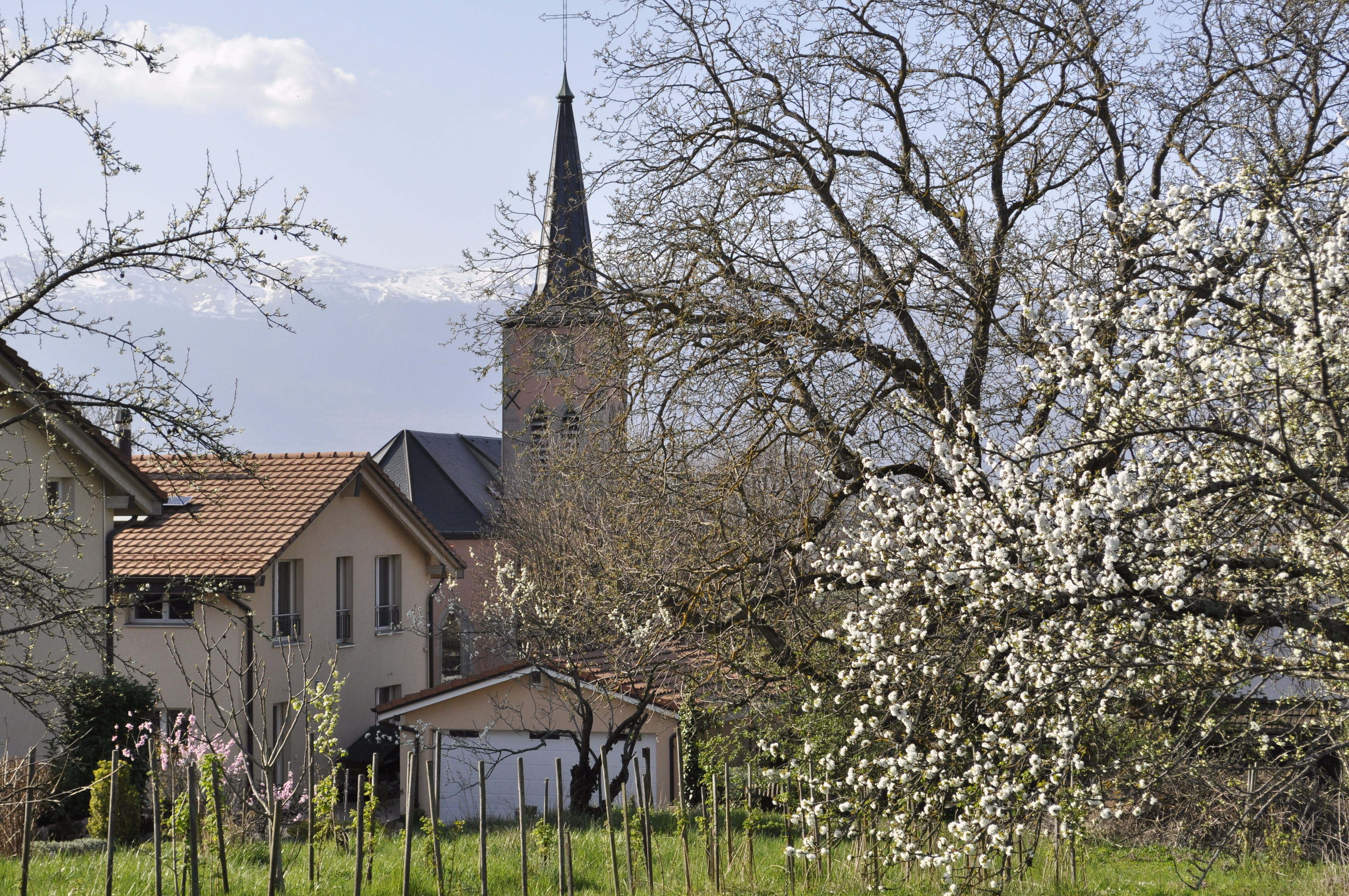
Clocher de l'église catholique de Bernex au printemps.